# Renaud de Montauban
Renaud de Montauban, conocido en la literatura española como Reinaldos de Montalbán, y también conocido como Rinaldo di Montalbano, es un personaje de la literatura europea que aparece por primera vez en una canción de gesta francesa del siglo XII. Sus hazañas forman parte del ciclo de Doon de Mayence, también conocido como Los cuatro hijos de Aymón. Formaba parte de los Doce Pares de Francia.

## El personaje de Renaud
Renaud y sus tres hermanos son hijos de Aymon de Dordoña. Huyen de la corte de Carlomagno después de que Renaud matara a uno de los sobrinos de Carlomagno en una reyerta. De estos hechos resulta una larga guerra, en el transcurso de la cual Renaud y sus hermanos se mantienen fieles al código de honor caballeresco, a pesar de sus sufrimientos, hasta que los paladines de Carlomagno le convencen de que muestre piedad.
Se perdona a los cuatro hermanos a condición de que Renaud vaya a Palestina como cruzado, y de que su caballo mágico Bayard, el cual podía crecer hasta poder llevar en su lomo a los cuatro hermanos, sea entregado al emperador para ser ahogado lanzándolo al río encadenado a una gran roca. No obstante, el caballo consigue escapar y unirse a los hermanos. Renaud, tras diversas aventuras en las Cruzadas, vuelve a Colonia, donde finalmente muere defendiendo a los constructores de un santuario a San Pedro. 
En el poema se describe a Carlomagno como un monarca vengativo y traicionero. El narrador toma claramente partido por los cuatro hermanos, pero en última instancia se mantiene la autoridad feudal.

## Rinaldo enOrlando furioso
Renaud, con el nombre de Rinaldo, es un personaje importante de la obra de Ludovico Ariosto Orlando Furioso. En esta obra es hermano de Bradamante. Rinaldo y su primo Orlando (el Roldán de la Canción de Roldán) se enamoran de la bella Angélica y nace una rivalidad entre ellos. Rinaldo bebe de una fuente que le hace enamorarse de Angélica, mientras ésta bebe de otra fuente que le hace odiarle. Carlomagno le manda a Gran Bretaña donde está reclutando caballeros de Escocia e Inglaterra para ayudar a la defensa de Francia. Al final se cura del amor por Angélica al beber de otra fuente mágica.

## Reinaldos en la literatura caballeresca española
Con el nombre de Reinaldos de Montalbán, el personaje aparece en varios libros de caballerías españoles que fueron populares en el siglo XVI. Entre ellos cabe destacar los tres primeros de los cuatro que forman la serie o ciclo de Reinaldos de Montalbán, uno de cuyos episodios -el robo del ídolo de Mahoma- es mencionado en el primer capítulo del Quijote, y los dos primeros de los tres de la serie o ciclo del Espejo de caballerías, mencionado en el capítulo VI de la primera parte del Quijote. Naturalmente Reinaldos también figura en las traducciones de las epopeyas carolingias italianas al español, inspiró el Romancero y es un personaje principal en El desengaño dichoso del dramaturgo barroco Guillén de Castro.

## Rinaldo deJerusalén liberada
No hay que confundir a Renaud de Montauban con Rinaldo, el hijo de Bertoldo y conocido fundador de la casa de Este del poema épico de Torquato Tasso, Jerusalén liberada. Este personaje se supone que vivió en la época de la Primera Cruzada.
- Wikimedia Commons alberga una categoría multimedia sobre Renaud de Montauban.